# Ælfwald I. (Crediton)
Ælfwald I. († 972) war Bischof von Crediton. Er wurde 953 zum Bischof geweiht und trat sein Amt in diesem Zeitraum an. Er starb 972.